# アシュレー・モンタギュー
アシュレー・モンタギュー（英語: Montague Francis Ashley-Montagu、1905年6月28日 - 1999年11月26日）は、イギリス生まれのアメリカ合衆国の人類学者。

## 経歴
1905年、ロンドン・イーストエンドのユダヤ人街に、イスレイエル・エーレンバーグとして生まれた。のち改名。1922年、ユニヴァーシティ・カレッジ・ロンドンで学び、グラフトン・エリオット・スミス、チャールズ・セリグマンに師事して、心理学、人類学を学んだ。1931年にはロンドン・スクール・オブ・エコノミクスに入学し、ブロニスワフ・マリノフスキの下で学んだ。1931年に米国に帰化し、医学生となった。1937年ルース・ベネディクトの指導の下、オーストラリアのアボリジニについての論文を執筆・提出し、コロンビア大学で博士号を取得。
1949年、ラトガース大学人類学教授に就任。1955年、赤狩りのため大学を追われ、その間は一般向けの書籍を執筆し、テレビにも出演した。のちニューヨーク大学教授に就いた。

## 著作
邦訳された著作
- 『女性 この優れたるもの』田中寿美子訳、法政大学出版局 1954
- 『人類の百万年 人類学入門』石田英一郎訳、時事通信社(時事新書) 1959
- 『人類の百万年 人類学入門』鈴木満男・岡田宏明訳、社会思想社(現代教養文庫) 1968
- 『人間関係と人間性の教育』蜂屋慶・藤本浩之輔訳、明治図書出版 1971
- 『女はすぐれている』中山善之訳、平凡社 1975
- 『タッチング 親と子のふれあい』佐藤信行・佐藤方代共訳 平凡社 1977
- 『愛としぐさの行動学 人間の絆』F.マトソン共著、吉岡佳子訳、海鳴社 1982
- 『暴力の起源 人はどこまで攻撃的か』尾本恵市・福井伸子訳、どうぶつ社(自然誌選書) 1982
- 『ネオテニー 新しい人間進化論』尾本恵市、越智典子訳、どうぶつ社(自然誌選書) 1986
- 『「非人間化」の時代』フロイド・メイトソン共著、中野収訳、ティビーエス・ブリタニカ 1986
- 『アメリカン・ウェイ・オブ・ライフ 人類学者の観たアメリカ社会』西村頼男・渡辺昇共訳、山口書店 1988